# Etretynat
Etretynat (łac. etretinatum) – organiczny związek chemiczny, retinoid (kwasowa pochodna retinolu), stosowany w leczeniu łuszczycy, łuszczycowego zapalenia stawów, choroby Dariera.
Metabolity leku są silnie teratogenne, dlatego u kobiet zaleca się stosowanie środków antykoncepcyjnych podczas przyjmowania leku i przez dwa lata od zaprzestania terapii. Występują groźne interakcje podczas równoległego przyjmowania tetracyklin i metotreksatu.

## Działania niepożądane
- zapalenie wątroby
- idiopatyczny wzrost ciśnienia śródczaszkowego (pseudotumor cerebri).